# Bois-des-Filion
Bois-des-Filion – miasto w Kanadzie, w prowincji Quebec.